# (13729) Nicolewen
(13729) Nicolewen est un astéroïde de la ceinture principale.

## Description
(13729) Nicolewen est un astéroïde de la ceinture principale. Il fut découvert le 14 septembre 1998 à Socorro (Nouveau-Mexique) par le projet LINEAR. Il présente une orbite caractérisée par un demi-grand axe de 2,33 UA, une excentricité de 0,07 et une inclinaison de 3,9° par rapport à l'écliptique.

## Compléments